# 前进街道 (商丘市)
前进街道，是中华人民共和国河南省商丘市梁园区下辖的一个街道办事处。

## 行政区划
前进街道下辖以下地区：
青云社区、梁园社区、合欢社区、黄金社区、团结社区、向阳社区、前进社区和一中社区。